# En contacto (programa de televisión)
En Contacto es un programa matutino de variedades producido por la cadena de televisión ecuatoriana Ecuavisa, enfocado en contenidos de belleza, cocina, salud, entretenimiento, ayuda social y espectáculos.

## Historia
Inició el 3 de agosto del 2006 en el horario de las 8:30 de la mañana, como parte de la franja matutina "EN CONTACTO" junto con los noticieros Contacto al Amanecer y Contacto en la Comunidad, y el espacio de entrevistas Contacto Directo, bajo la dirección en un principio de Luis Cucalón, y después de Catrina Tala, quien permaneció al frente del espacio hasta 2015.
En la actualidad, el programa se emite en el horario de 10:30 a 13:00 (entre junio y julio de 2020 por motivo de la pandemia de enfermedad por coronavirus de 2020 en Ecuador se redujo su horario de 11:30 a 13:00, regresando a su horario normal desde el 17 de agosto de 2020) bajo la dirección de Betty Mata, y sus conductores actuales son Gabriela Díaz, Henry Bustamante, Virginia Limongi, Dora West, Carolina Jaume y José Urrutia. Por el espacio matutino también han pasado presentadores como Úrsula Strenge, María Teresa Guerrero, Richard Barker, Diego Spotorno, Efraín Ruales, Alejandra Jaramillo, Andrea Rendón (quien también fue directora del programa), Gabriela Pazmiño, Michela Pincay, Marián Sabaté, Erika Vélez, Roberto Angelelli, entre otros.

## Segmentos actuales
- Salud
- Belleza
- Moda
- Sexualidad
- Realities y concursos
- Encontacto con la comunidad
- La cocina de Urrutia
- Con lo bueno me quedo (Experimento emocional)
- La vida nos conecta
- Historias de mi barrio
- Te prendo tu emprendimiento
- El ama que ama
- Ángeles con cola
- Ella soy yo
- Estamos En Contacto (programa digital para las redes sociales del programa)

## Conductores

### Equipo actual
- Gaby Díaz[6]
- Virginia Limongi[7]
- Henry Bustamante[8]
- José Urrutia[9]
- Dora West[10]
- Santiago Naranjo [11]
- Diego Spotorno[12]

### Antiguos presentadores
- Úrsula Strenge[13]
- María Teresa Guerrero[14]
- Alejandra Jaramillo[15]
- Efraín Ruales (†)[16][17]
- Richard Barker
- Diego Spotorno
- Roberto Angelelli
- Andrea Rendón[18]
- Luis Antonio Ruíz[19][20]
- Fabricio Ferreti
- Michela Pincay[21]
- Erika Vélez
- Gabriela Pazmiño[22][23]
- Verónica Camacho
- Evelyn Vanessa Calderón
- María Fernanda Pérez[24]
- Angello Barahona
- Marián Sabaté[25]
- Samantha Grey[26]
- Jonathan Estrada
- Erick Mujica
- Mónica Carriel
- Doménica Mena
- Bolo Rodríguez
- Santiago Castro
- Santiago Naranjo
- Christian Norris
- Esteban Verdesoto
- César Romero
- Miguel Melfi
- Claudia Camposano (como Yulexi Betsabé Moreira Zambrano / Rosita)
- Leonardo Quezada (El Lazito de la Farándula)

## Premios y nominaciones

### Premios ITV

#### Al programa
| Año  | Categoría                    | Resultado |
| ---- | ---------------------------- | --------- |
| 2006 | Mejor programa de variedades | Ganador   |
| 2008 | Mejor programa de variedades | Nominado  |
| 2009 | Mejor programa de variedades | Ganador   |
| 2010 | Mejor programa de variedades | Nominado  |
| 2011 | Mejor programa de variedades | Nominado  |
| 2012 | Mejor programa de variedades | Ganador   |
| 2013 | Mejor programa de variedades | Ganador   |
| 2014 | Mejor programa de variedades | Ganador   |
| 2015 | Mejor programa de variedades | Ganador   |
| 2016 | Mejor programa de variedades | Ganador   |
| 2017 | Mejor programa de variedades | Nominado  |
| 2018 | Mejor programa de variedades | Ganador   |
| 2019 | Mejor programa de variedades | Ganador   |
| 2021 | Mejor programa de variedades | Ganador   |

#### A los conductores
| Año  | Categoría                      | Conductor/Conductora  | Resultado |
| ---- | ------------------------------ | --------------------- | --------- |
| 2006 | Mejor conductor de variedades  | Richard Barker        | Ganador   |
| 2007 | Mejor conductor de variedades  | Richard Barker        | Nominado  |
| 2007 | Mejor conductora de variedades | María Teresa Guerrero | Nominada  |
| 2008 | Mejor conductor de variedades  | Richard Barker        | Nominado  |
| 2008 | Mejor conductora de variedades | Úrsula Strenge        | Nominada  |
| 2009 | Mejor conductor de variedades  | Richard Barker        | Ganador   |
| 2009 | Mejor conductora de variedades | María Teresa Guerrero | Nominada  |
| 2009 | Mejor conductora de variedades | Úrsula Strenge        | Nominada  |
| 2010 | Mejor conductor de variedades  | Roberto Angelelli     | Nominado  |
| 2010 | Mejor conductora de variedades | María Teresa Guerrero | Ganadora  |
| 2010 | Mejor conductora de variedades | Úrsula Strenge        | Nominada  |
| 2011 | Mejor conductor de variedades  | Roberto Angelelli     | Nominado  |
| 2011 | Mejor conductor de variedades  | Diego Spotorno        | Nominado  |
| 2011 | Mejor conductora de variedades | María Teresa Guerrero | Nominada  |
| 2011 | Mejor conductora de variedades | Úrsula Strenge        | Nominada  |
| 2012 | Mejor conductor de variedades  | Efraín Ruales         | Nominado  |
| 2012 | Mejor conductor de variedades  | Diego Spotorno        | Ganador   |
| 2012 | Mejor conductora de variedades | María Teresa Guerrero | Ganadora  |
| 2012 | Mejor conductora de variedades | Úrsula Strenge        | Nominada  |
| 2013 | Mejor conductor de variedades  | Henry Bustamante      | Nominado  |
| 2013 | Mejor conductor de variedades  | Diego Spotorno        | Nominado  |
| 2013 | Mejor conductora de variedades | María Teresa Guerrero | Ganadora  |
| 2013 | Mejor conductora de variedades | Úrsula Strenge        | Nominada  |
| 2014 | Mejor conductor de variedades  | Efraín Ruales         | Nominado  |
| 2014 | Mejor conductor de variedades  | Diego Spotorno        | Nominado  |
| 2014 | Mejor conductora de variedades | María Teresa Guerrero | Nominada  |
| 2014 | Mejor conductora de variedades | Úrsula Strenge        | Ganadora  |
| 2014 | Mejor conductora de variedades | Michela Pincay        | Nominada  |
| 2015 | Mejor conductor de variedades  | Efraín Ruales         | Ganador   |
| 2015 | Mejor conductora de variedades | Michela Pincay        | Nominada  |
| 2015 | Mejor conductora de variedades | Úrsula Strenge        | Ganadora  |
| 2016 | Mejor conductor de variedades  | Henry Bustamante      | Nominado  |
| 2016 | Mejor conductor de variedades  | Efraín Ruales         | Ganador   |
| 2016 | Mejor conductora de variedades | Gabriela Pazmiño      | Ganadora  |
| 2016 | Mejor conductora de variedades | Úrsula Strenge        | Nominada  |
| 2017 | Mejor comunicador              | Henry Bustamante      | Ganador   |
| 2017 | Mejor comunicador              | Efraín Ruales         | Nominado  |
| 2017 | Mejor comunicadora             | Gabriela Pazmiño      | Ganadora  |
| 2017 | Mejor comunicadora             | Úrsula Strenge        | Nominada  |
| 2018 | Mejor comunicador              | Henry Bustamante      | Nominado  |
| 2018 | Mejor comunicador              | Efraín Ruales         | Ganador   |
| 2018 | Mejor comunicadora             | Gabriela Pazmiño      | Ganadora  |
| 2018 | Mejor comunicadora             | Úrsula Strenge        | Nominada  |
| 2019 | Mejor conductor de variedades  | Henry Bustamante      | Nominado  |
| 2019 | Mejor conductor de variedades  | Efraín Ruales         | Ganador   |
| 2019 | Mejor conductora de variedades | Gabriela Pazmiño      | Ganadora  |
| 2019 | Mejor conductora de variedades | Alejandra Jaramillo   | Nominada  |
| 2021 | Mejor conductor de variedades  | Henry Bustamante      | Ganador   |
| 2021 | Mejor conductora de variedades | Gaby Díaz             | Nominada  |
| 2021 | Mejor conductora de variedades | Alejandra Jaramillo   | Ganadora  |